# Celeste (restaurang)

Celeste är en restaurang på Torkel Knutssonsgatan 24 på Södermalm i Stockholm.
Restaurangen, vars namn betyder himmelsk eller överjordisk på franska, öppnade i juni 2023 som en lillasyster till stjärnkrogen Etoile. Bakom satsningen står krögarna Jonas Lagerström, Rakel Wennemo och Danny Falkeman och till sin hjälp i köket hade de köksmästarna Ludwig Tjörnemo och Michael Andersson. 
Matsalen, som är belägen högst upp på 8:e våningen i huset, rymmer 16 sittande vilka serveras en fast avsmakningsmeny om tiotalet rätter. På den angränsande takterrassen, med plats för uppåt 100 gäster serveras en begränsad à la carte-meny och drinkar. 
Restaurangen belönades 2024 med en stjärna i Guide Michelin.  